# Плюхин, Константин Иванович
Константин Иванович Плюхин (23 мая 1924, Ключики, Уральская область — 21 января 2020, Конаково, Тверская область) — советский художник, ответственный секретарь Союза художников Казахской ССР. Заслуженный художник Российской Федерации. Участник Великой Отечественной войны, ефрейтор.

## Биография
Константин Иванович Плюхин родился 23 мая 1924 года в семье крестьянина-батрака в селе Ключики Ключевского сельсовета Утятского района Курганского округа Уральской области, ныне деревня входит в Куртамышский муниципальный округ Курганской области. Русский.
В 1941 году окончил неполную среднюю школу, уехал в город Курган, где работал слесарем-наладчиком на Курганском механическом заводе № 603 Наркомата боеприпасов СССР.
Несмотря на бронь, в конце 1942 года ушел добровольцем на фронт. Боевое крещение получил под Осташковым. Воевал на Северо-Западном фронте (февраль — апрель 1943), Брянском (май — июль 1943), Степном (июль — октябрь 1943), был участником битвы на Курской дуге. С октября 1943 года — на 2-м Украинском фронте. Участвовал в освобождении Украины, Молдавии, Румынии, Венгрии, Австрии, Чехословакии. В январе 1945 года в Будапеште был контужен. 3 апреля 1945 года в Братиславе ранен в плечо. Был старшим разведчиком-наблюдателем 741-го гаубичного артиллерийского полка 52-й гаубичной артиллерийской бригады 16-й артиллерийской дивизии прорыва РГК. Работал в Смерше.
В апреле 1944 года вступил в ВКП(б), в 1952 году партия переименована в КПСС.
В 1946 году демобилизован и вернулся в Курган, поступил в художественную студию при Доме народного творчества, работал в кинотеатре художником.
В 1947 году переехал с семьей в Алма-Ату, поступил на художественно-педагогическое отделение Казахского государственного театрально-художественного училища. В приемную комиссию представил 120 работ, и все они пропали, в списках поступивших К. И. Плюхина не оказалось. Его жена Елена Ивановна написла письмо И. В. Сталину. В результате рисунки нашлись, в училище его приняли. Ученик Николая Ивановича Крутильникова. Обучение окончил в 1952 году с отличием.
Работал в Республиканском производственно-творческом объединении художников Казахстана «КазИЗО».
С 1954 года член Союза художников СССР, был ответственным секретарем Союза художников Казахской ССР.
В 1954 году отправился в Кустанайскую область, где осваивались целинные земли. Во второй половине 1950-х — начале 1960-х годов, собирая материал для картин, посещал крупнейшие стройки и предприятия: Актюбинский завод ферросплавов, Чимкентский свинцовый завод, Соколовско-Сарбайский комбинат.
С 1974 года жил в Кустанае, работал в Кустанайских художественно-производственных мастерских. В 1979 году совершил творческие поездки на Байконур и в Звёздный городок, жил среди космонавтов.
С 1980 года жил и работал в городе Конаково Калининской, затем Тверской области. С 1996 по 2001 год преподавал художественную резьбу в Конаковской художественной школе.
В Тверском областном отделении Союза художников России состоял с 1998 года
Константин Иванович Плюхин умер 21 января 2020 года в городе Конаково городского поселения город Конаково Конаковского района Тверской области.

## Творчество
Работая в «КазИЗО», писал портреты, в основном руководителей страны: Иосифа Сталина, Лаврентия Берии, особенно быстро у него получалось писать портрет Анастаса Микояна. А одна из первых его работ — «Сталевар Отиев».
Многие свои произведения Плюхин посвятил героям-металлургам Балхаша и шахтерам Караганды. Такова его работа «Перед плавкой» (1957). Значительное место занимают его произведения, посвященные сельскому хозяйству и аральским рыбакам: «Первая борозда» (1954), «Весенние гудки» (1957). Графическая работа «Ибрай Алтынсарин в ауле среди земляков читает книгу» создана в 1991 году в технике автолитографии.
Художник постепенно отошел от масляной живописи к пастели. Мастер пейзажа пробовал свои силы в других жанрах: графике, плакатной технике.
Витражи и мозаика его работы украшают аэропорт Костанай (Наримановка), здание Кустанайской ТЭЦ.
Участник художественных выставок с 1952 года: международных, всесоюзных, республиканских, зональных, областных.
Произведения хранятся в собраниях Государственного музея искусств Казахстана имени А. Кастеева, Национального музея Таджикистана, Павлодарского и Курганского областных художественных музеев, музея космонавтики в Звездном городке, Шушенской народной картинной галереи и в других музеях.
Плюхин запатентовал авторский грунт. Если покрыть им холст, то, сколько бы времени ни прошло, краски не выцветают, полотно прекрасно сохраняет свои первоначальные качества и может спокойно переносить перепады температур от +40 до −40 градусов.

## Награды
- Орден Отечественной войны I степени (21 февраля 1987)[9]
- Медаль «За трудовое отличие» (3 января 1959) — за выдающиеся заслуги в развитии казахского искусства и литературы и в связи с декадой казахского искусства и литературы в гор. Москве
- Медаль «За отвагу» (25 февраля 1945)[10]
- Орден Красной Звезды (17 мая 1945)[11]
- Заслуженный художник Российской Федерации
- Медаль «За победу над Германией в Великой Отечественной войне 1941—1945 гг.»
- Медаль «За взятие Будапешта»

## Семья
Отец Иван Плюхин, мать Анастасия. Жена Елена Ивановна, дочь Татьяна.